# Camponotus kefir
Camponotus kefir (лат.) — вид муравьёв рода кампонотус (Camponotus) (подрод Tanaemyrmex) из подсемейства формицины (Formicinae). Видовое название дано по горе Kefir (на иврите означает «молодой лев»), где найдена типовая серия. Эндемик Израиля.

## Распространение
Ближний Восток: Израиль (Har Kefir).

## Описание
Отличаются от близких видов блестящей скульптурой тела, отсутствием отстоящих волосков на задних голенях, двухцветной окраской; задние голени сплющенные с отчётливым продольным килем; щёки с отстоящими волосками. Рабочие муравьи коричнево-чёрные (грудь, усики и ноги коричневые, а  голова и брюшко буровато-чёрные; ноги и нижняя часть груди светлее, до желтовато-бурого), имеют длину 9,6—13,3 мм, длина головы = 2,15—3,53 мм, ширина головы = 1,33—3,36 мм.